# Ostrovy Svatý Pavel a Amsterdam
Ostrovy Svatý Pavel a Amsterdam (francouzsky Îles Saint-Paul et Amsterdam) jsou jeden z pěti distriktů francouzského zámořského teritoria s názvem Francouzská jižní a antarktická území (TAAF), které je přidruženým územím Evropské unie. Jedná se o oblast, která nikdy nebyla trvale obydlená.

## Situace
Souostroví Svatý Pavel a Amsterdam je tvořeno dvěma ostrovy, Svatý Pavel a Amsterdam, které se nacházejí v nejopuštěnější oblasti Indického oceánu. Rozkládají se zhruba na 38° jižní zeměpisné šířky a 77° východní zeměpisné délky, jsou od sebe vzdálené asi 80 km. Leží přibližně ve dvou třetinách cesty z Afriky do Austrálie, k nejbližší pevnině, k Austrálii mají asi 3200 km. Jsou to nejvýchodnější ostrovy TAAF, geograficky a geologicky je lze již řadit k Antarktidě.
Ostrovy jsou vulkanického původu, vznikly asi před 690 tisíci a dotvořeny byla asi před 400 až 200 tisíci léty. Zůstaly zde i sopečné kaldery, převažující horninou je čedič.

## Podnebí
Na ostrovech je stálé mírné oceánské podnebí. Průměrná roční teplota je okolo 13 °C (pro srovnání v Praze jen 8 °C), srážky asi 1120 mm (v Praze 540 mm) a průměrná rychlost větru u hladiny moře dosahuje 7 m/sec (v Praze 4 m/sec).

## Historie
Větší severnější ostrov objevil už v roce 1522 Španěl Juan Sebastián Elcano při dokončování Magellanovy plavby kolem světa, zatímco menší jižní ostrov až o 100 let později spatřil Holanďan Haevick Claeszoon při jedné z plaveb Brouwerovou trasou.
Větší ostrov pak v roce 1633 nazval další Holanďan Antonio van Diemen jménem Nový Amsterdam, které bylo později zkráceno na Amsterdam. Menší ostrov tento objevitel pojmenoval dle své lodě Zeewolf, ale později mu bylo dáno jméno Svatý Pavel. 
Teprve v roce 1792 byly započaty prvé soustavnější průzkumy ostrovů, prohlášených za francouzská území v souvislosti s francouzským objevem Kerguelenů, nejbližší větší pevniny. Formálně byly ostrovy znovu vyhlášeny za francouzské v roce 1843. 
Ostrovy ležely v 17.–19. století poblíž frekventované námořní trasy z Afriky do Indonésie a později i Austrálie, a byly občas navštěvovány okolo plujícími loďmi, které zde mohly načerpat pitnou vodu i získat dříví na opravy. Po otevření Suezského průplavu v roce 1869 se ale hlavní trasy přesunuly severněji a ostrovy se dostávaly stále více do izolace.
V 18. a 19. století byly ostrovy také základnou lovců tuleňů, neboť tato zvířata na ostrovech v hojné míře pravidelně vyváděla mláďata. Z tuleňů získávali lovci tuk a hlavně cenné kožešiny. Koncem 19. století již byli tuleni vybiti a ostrovy zůstaly opuštěny, neuspěly ani pokusy Francouzů zřídit zde rybářské osady. Rokem 1870 započal na ostrově Amsterdam pokus chovat zde hovězí dobytek, ale již za rok byla stáda opuštěna. 
Roku 1924 byly ostrovy jako depandance připojeny k Madagaskaru a roku 1955 se staly jedním z distriktů francouzského teritoria Francouzská jižní a antarktická území.

## Flora a fauna
Flora utrpěla ekologické škody částečnou likvidaci autochtonních druhů hlavně na ostrově Amsterdam. Tam dosud veliké škody  působí zdivočelý hovězí dobytek, který se z původních pěti kusů rozrostl na celkový počet asi 2000, neúměrně sešlapává a spásá travnaté porosty. Ohrožuje i raritu ostrova, málo rozšířený strom Phylica nitida dorůstající do výšky 6 až 7 m. V době objevení ostrova rostl asi na jeho třetině výměry, dnes z něj jsou jen zbytky přežívající díky oplocení. Rostou zde běžné luční rostliny, bodláky, traviny, kapradiny, sítiny a poblíž rašelinišť rašeliníky, mechy i játrovky.
K původní ostrovní fauně patří hlavně druhy, které zde jen přechodně hnízdí, jako albatrosi, buřňáci, chaluhy, rybáci, tučňáci a lachtani i rypouši. Jediným trvale zde žijícím ptákem je 10 až 12 cm velký, pestře zbarvený astrild vlnkovaný. Ve vodách poblíže ostrova se často objevuje kosatka dravá.
Dále zde volně žijí introdukováni savci myši a krysy, kočky, králíci a hovězí dobytek. V minulosti zde žili ještě psi, prasata a kozy. Všichni tito savci místní floře a fauně značně škodí lovem hnízdících zvířat, ničením jejich hnízdišť i neúměrným spásáním dostupné vegetace.

## Přítomnost
Od roku 1949 zde každoročně přebývá na základně Martin-de-Viviès na ostrově Amsterdam vědecká expedice, převážně zaměřená na oceánografií, meteorologii a studium vlivu atmosférického znečištění na vývoj počasí. Ostrovy včetně 12 mílového teritoriálního pásma okolo byly prohlášeny za přírodní rezervaci, kde je zakázán lov a vstup je možný jen na povolení.
V roce 1955 byly oba ostrovy začleněny do nově vzniklého distriktu Francouzská jižní a antarktická území. Nejsou zde trvale žijící obyvatele, tudíž ani volené orgány samosprávy. Vše spravuje prefekt sídlící v Saint-Pierre na ostrově Réunion (vzdáleném 2880  km), ten podléhá francouzskému Ministerstvu pro zámoří, které vede od června 2009 p. Brice Hortefeux.
Průmysl nebo zemědělství neexistuje. Veškerou dopravu v oblasti TAAF zajišťuje vědecká loď Marion Dufresne o délce 120 m a výtlaku 10 000 t, která mimo vlastního oceánologického výzkumu zajišťuje i zásobování výzkumníků na Amsterdamu a udržuje 4krát ročně spojení s Francii. Přístav ani letiště zde nejsou. Od roku 2019 jsou ostrovy Svatý Pavel a Amsterdam a okolní moře (souhrnná plocha 201 km²) společně s Kerguelenami a Crozetovymi ostrovy součástí světového přírodního dědictví UNESCO.

## Galerie

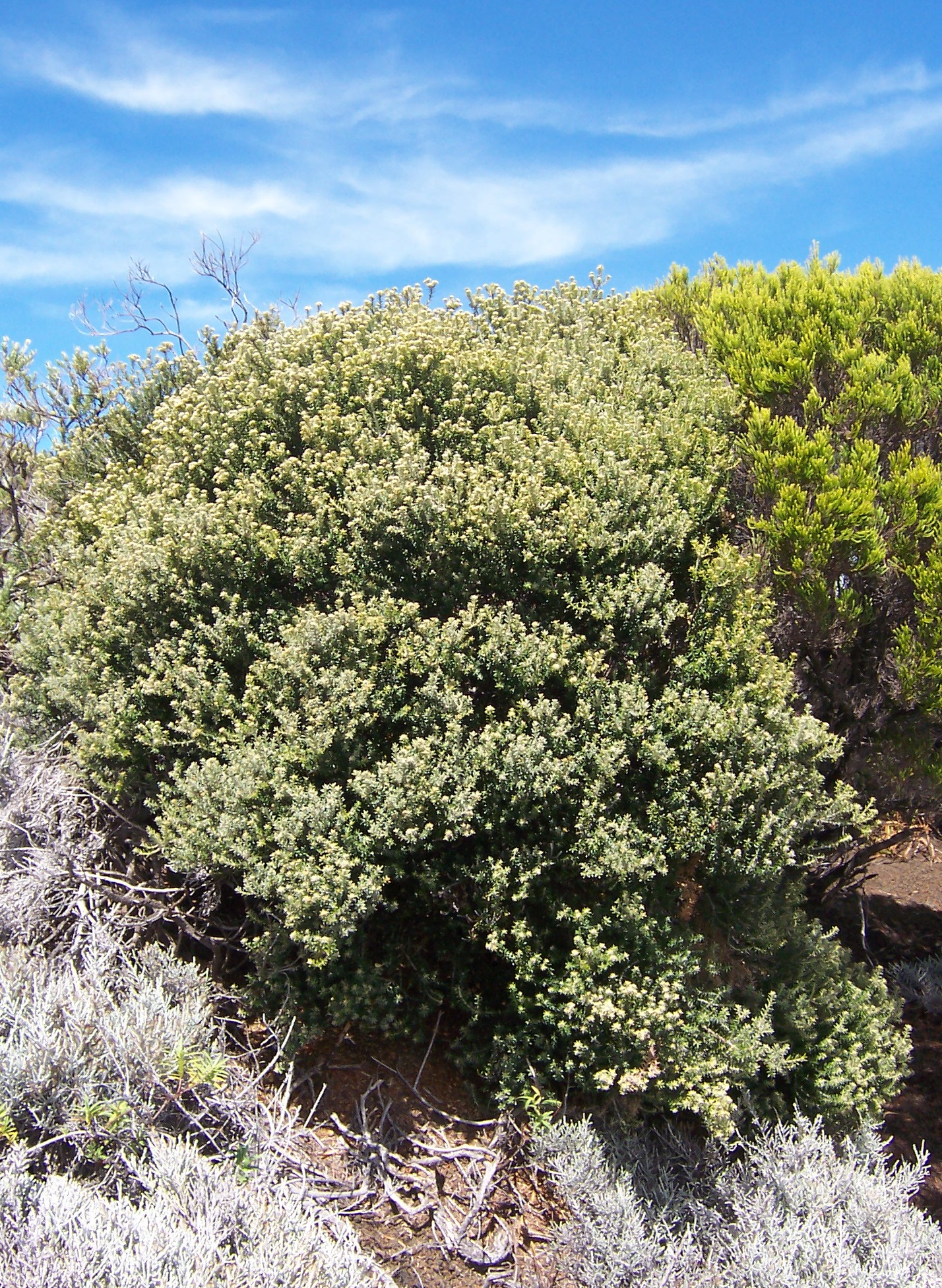
Phylica nitida někdy jako synonym Phylica arborea
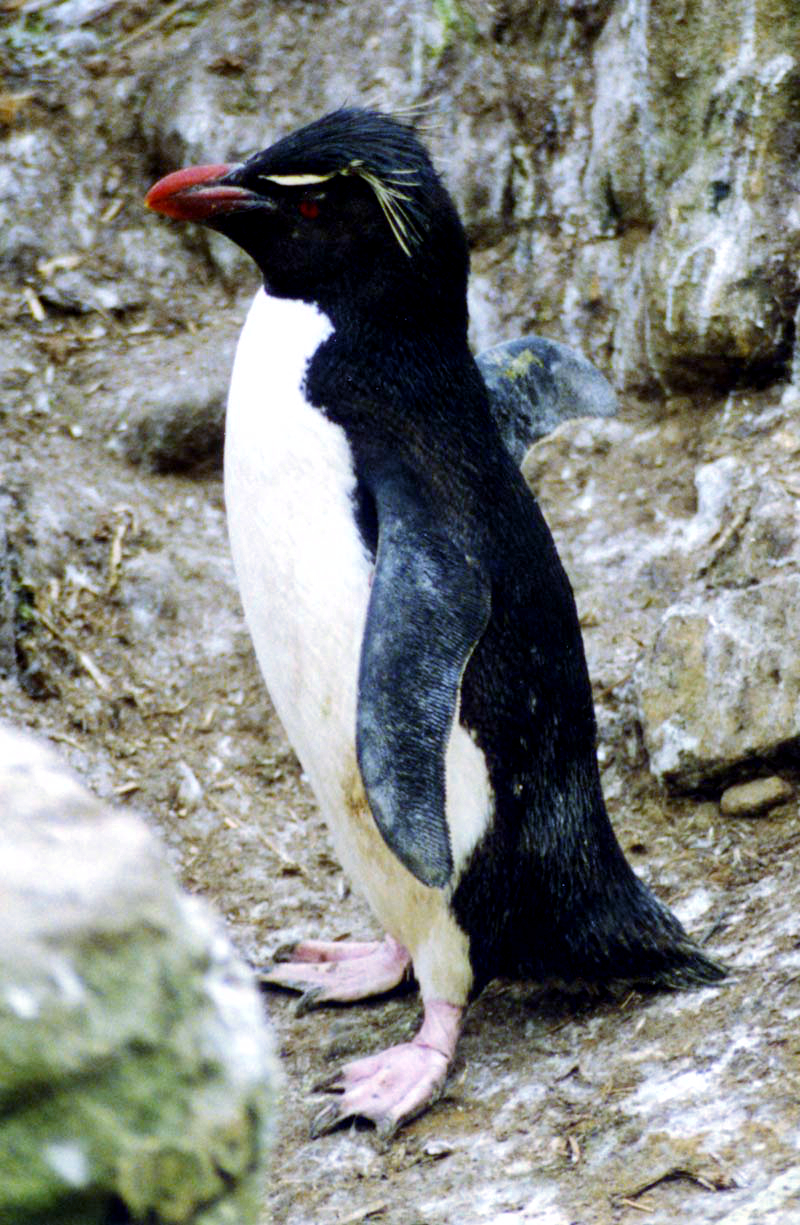
Tučňák skalní (Eudyptes chrysocome)
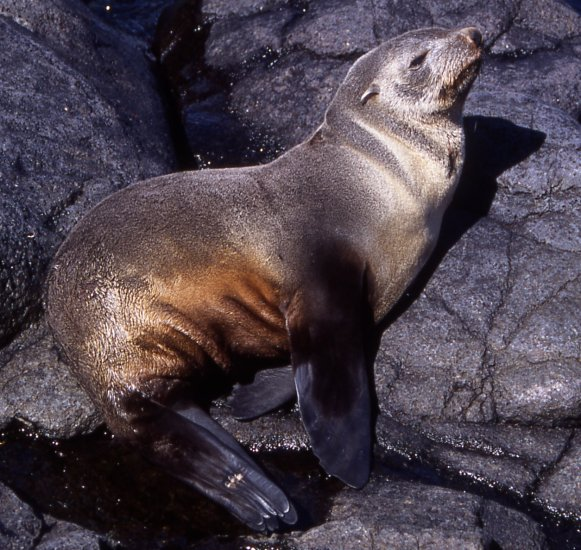
Lachtan jižní (Arctocephalus tropicalis)
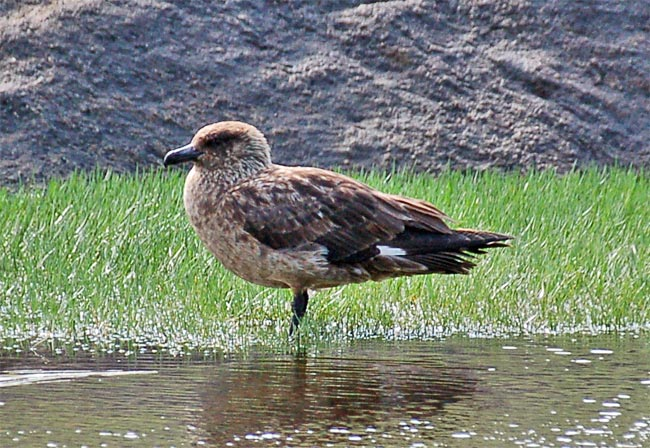
Chaluha velká (Stercorarius skua)